# 長谷川正安
長谷川 正安（はせがわ まさやす、1923年1月24日 - 2009年8月13日）は、日本の法学者（憲法・フランス近代憲法）。名古屋大学名誉教授。日本科学者会議代表幹事、原水爆禁止日本協議会理事長、世界科学者連盟副会長等を歴任した。田上穣治門下。

## 人物
1923年茨城県土浦市で、4人兄弟の末っ子として生まれる。関東大震災後に品川区武蔵小山の長屋に家族で移住。1943年徴兵。1945年乗船中の輸送船が機雷により大破、舞鶴のドックで終戦を迎える。この戦争体験から日本軍に反感を持ち、軍隊、組織嫌いとなり、企業就職を拒否し、研究者の道を歩むことを決意するようになる。
1946年（昭和21年）東京商科大学（現一橋大学）卒業後、1949年同窓の酒井正兵衛学部長の下、26歳で新設の名古屋大学法経学部助教授に就任。1956年に名古屋大学法学部教授に就任すると、独自の法理論、特に主権論における日本国憲法第9条の問題に対して独自の理論を展開した。「真の意味での独立主権国家でしか自衛力は保持はできない」とする自説をもち、戦後憲法学の一翼を担った。議会解散権についても「衆議院は国民に信を問うため『自覚的解散権』を持つ」とするなど、国民主権論についても独自の理論を持っていた。
日本共産党系の憲法研究者として、政治運動にも積極的で、世界科学者連盟副会長（1990年 - 2000年）、原水爆禁止日本協議会理事長、憲法改悪阻止各界連絡会議代表委員、愛知憲法会議代表委員、日本科学者会議代表幹事等を歴任。愛知憲法会議は坂田昌一、真下信一、新村猛らとともに設立した。
1996年に妻が死去した後は、覚王山のマンションで一人暮らしをしていたが、2009年8月13日名古屋市内の病院で死去、享年86。
弟子に名古屋大理事・副総長を務めた森英樹、立命館大学教授の大久保史郎、岐阜大学地域科学部長の竹森正孝、國學院大學教授の植村勝慶、札幌学院大学教授の伊藤雅康などがいる。
憲法学者の長谷川憲（工学院大学教授、元憲法理論研究会運営委員長）は長男で、名古屋大大学院で指導を受けた弟子でもある。

## 学歴
- 東京府立第八中学校（現東京都立小山台高等学校）入学
- 1940年 東京商科大学（現一橋大学）予科入学
- 1942年 学部に進学
- 1943年 学徒出陣（ - 1945年）
- 1946年 東京商科大学卒（田上穣治ゼミナール）
- 1946年4月 東京商科大学特別研究生

## 職歴
- 1949年5月 名古屋大学法経学部助教授
- 1956年12月 名古屋大学法学部教授（1967年 - 1968年法学部学部長）
- 1961年 - 1963年 フランス留学
- 1986年3月 名古屋大学定年退官[2]
- 1986年4月 大阪経済法科大学法学部教授[2]
- 1998年3月 大阪経済法科大学退職[2]

## 著書
- 『マルクシズム法学入門　マルクシズム法学確立のために』（理論社、1952年）
- 『憲法判例の研究』（勁草書房、1956年）
- 『憲法学の方法』日本評論社　1957
- 『日本の憲法』（岩波新書、1957年）
- 『政治の中の憲法』（弘文堂、1958年）
- 『法学入門』合同新書、1960
- 『昭和憲法史』（岩波書店、1961年）
- 『憲法問題入門』新日本新書、1964
- 『憲法判例の体系』（勁草書房、1966年）
- 『憲法運動論』（岩波書店、1968年）
- 『パリからの報告』新日本新書、1968
- 『国家の自衛権と国民の自衛権』（勁草書房、1970年）
- 『憲法講話　日本の憲法』法律文化社、1971
- 『司法権の独立』（新日本新書、1971年）
- 『憲法解釈の研究』（勁草書房、1974年）
- 『憲法学の基礎』日本評論社、1974
- 『現代法入門』勁草書房　1975
- 『新法学入門』合同出版　1975
- 『世界の憲法を見る』大月書店・国民文庫　1975
- 『法学論争史』（学陽書房、1976年）
- 『思想の自由』（岩波書店、1976年）
- 『政治と裁判』日本評論社、1978
- 『憲法現代史』日本評論社、1981
- 『憲法問題の原典』新日本出版社、1981
- 『世界史のなかの憲法』労働旬報社　1981
- 『現代国家と参加』（法律文化社、1984年）
- 『憲法のはなし 自由と民主主義』日本評論社　1983
- 『憲法講話 2 (基本的人権)』法律文化社　1984
- 『フランス革命と憲法』（三省堂、1984年）
- 『憲法問題の新展開』新日本出版社　1984
- 『憲法とマルクス主義法学』（日本評論社、1985年）
- 『コミューン物語1870-1871』日本評論社　1991
- 『新憲法講話』法律文化社　1992
- 『日本憲法学の系譜』（勁草書房、1993年）
- 『部落問題の解決と日本国憲法』部落問題研究所　1995　部落研ブックレット
- 『私のベンタム研究　ジェレミー・ベンタムと法律』日本評論社、2000年）
- 『憲法とはなにか』（新日本新書、2002年）

## 共編著
- 『新法学講座』全5巻 宮内裕,渡辺洋三共編　三一書房　1962-1963
- 『安保・沖縄問題の焦点』岡倉古志郎,畑田重夫共編　労働旬報社　1969
- 『文献研究マルクス主義法学 戦前』藤田勇共編　日本評論社　1972
- 『民族の基本的権利』岡倉古志郎共編　法律文化社　1973
- 『文献選集日本国憲法』全16巻　有倉遼吉と編集代表　三省堂　1977-1978
- 『現代人権論』編　法律文化社　1982
- 『現代国家と参加』編　法律文化社　1984
- 『自由・平等・民主主義と憲法学』丹羽徹共編、大阪経済法科大学出版部、1998年）
- 『〈戦後変形期〉への警鐘 長谷川正安・渡辺洋三『法律時報』巻頭言1975-1998』日本評論社　2011

## 訳書
- ルドルフ・シュレジンガー『ソヴェト法理論 その社会的背景と発展』（みすず書房、1951-1952年）
- ジェレミ・ベンサム『民事および刑事立法論』（勁草書房、1998年）

## その他
- 特別企画「長谷川正安先生を語る」（第一部：長谷川先生の思い出、第二部：長谷川法学の軌跡）法律時報82巻9号（2010年）